# بوريس شربينا
بوريس يفيدوكيموفيتش شربينا (بالروسية: Борис Евдокимович Щербина)‏ (بالأوكرانية: Борис Євдокимович Щербина)‏ (5 أكتوبر 1919 – 22 أغسطس 1990) سياسي سوفيتي، كان يشغل منصب نائب رئيس مجلس الوزراء في الاتحاد السوفيتي، في أثناء فترة منصبه تولى الإشراف على إزالة الأضرار لأكبر كارثتين في ذلك الوقت: كارثة تشيرنوبيل عام 1986 وزلزال أرمينيا 1988.

## حياته
ولد شربينا في ديبالتسيفي (دونيتسكا)، جمهورية أوكرانيا الاشتراكية السوفيتية في 5 أكتوبر عام 1919 لعائلة أوكرانية تعمل في إنشاء السكك الحديدية. انضم للحزب الشيوعي السوفيتي وشارك عام 1939 في حرب الشتاء مع فنلندا.
شارك شربينا في إنشاء صناعة الوقود والغاز في غرب سيبريا وأصبح في ذلك الوقت السكرتير الأول للحزب الشيوعي في منطقة تيومين أوبلاست، ولاحقاً تولى منصب وزير النفط والغاز في الاتحاد السوفيتي من عام 1973 واستمر في المنصب حتى 1984، في عام 1976 صار عضواً في اللجنة المركزية للحزب الشيوعي السوفيتي حتى وفاته.
في عام 1984 صار نائباً لمجلس الوزراء السوفيتي، وتولى عام 1986 إدارة أزمة كارثة تشيرنوبيل المدمرة، وكذلك زلزال أرمينيا 1988.
في عام 1990، عارض شربينا انتخاب بوريس يلتسين لرئاسة مجلس السوفيت الأعلى لجمهورية روسيا الاتحادية الاشتراكية السوفيتية، ووصفه بأنه «رجل ذو صفات أخلاقية متدنية»، ومن شأن انتخابه أن «يمهد الطريق لأحلك فترة في تاريخ بلادنا». ومع ذلك، تم انتخاب يلتسين وأصبح أول رئيس للاتحاد الروسي بعد انهيار الاتحاد السوفيتي بعد عام.

## وفاته
توفي شربينا في موسكو عام 1990 وهو بعمر 70 عاماً. الجنرال نيكولاي تاراكانوف، الذي عمل مع شربينا خلال عمليات التنظيف، ذكر أنه كان «يعرف شربينا جيداً» وأنه «عرَّض نفسه لجرعات كبيرة من الإشعاع في تشرنوبل». من غير الواضح إذا كان شربينا مات بسبب الإشعاع الذي تعرض له أم لا، لأن مرسوماً حكومياً صدر عام 1988 يمنع الأطباء السوفيت من ذكر الإشعاع ضمن مسببات الموت أو المرض.

## أوسمة وتكريمات
في منصبه كوزير للنفط والغاز، حصل على اللقب الفخري لبطل العمل الاشتراكي لمساهماته الكبيرة في تطوير صناعة النفط والغاز في البلاد، والتي كانت أعلى جائزة للإنجازات في الاقتصاد الوطني. خلال حياته، حصل أيضًا على أربع أوسمة وهم وسام لينين، وسام ثورة أكتوبر ووسامي الراية الحمراء من حزب العمال.
في كيومري بأرمينيا تم تسمية شارع باسمه تكريما له. في 10 نوفمبر 2004، نصب تمثال نصفي لشربينا في ساحة نيكولاي نيمتسوف في تيومين بروسيا.

## في الثقافة والإعلام
تم تجسيد شخصية بوريس شربينا بواسطة فيرنون دوبتشيف في الوثائقي الدرامي «النجاة من الكارثة» (بالإنجليزية: Surviving Disaster)‏ من إنتاج بي بي سي في 2006، وستيلان سكارسغارد في المسلسل القصير تشيرنوبيل من إنتاج إتش بي أو في 2019.

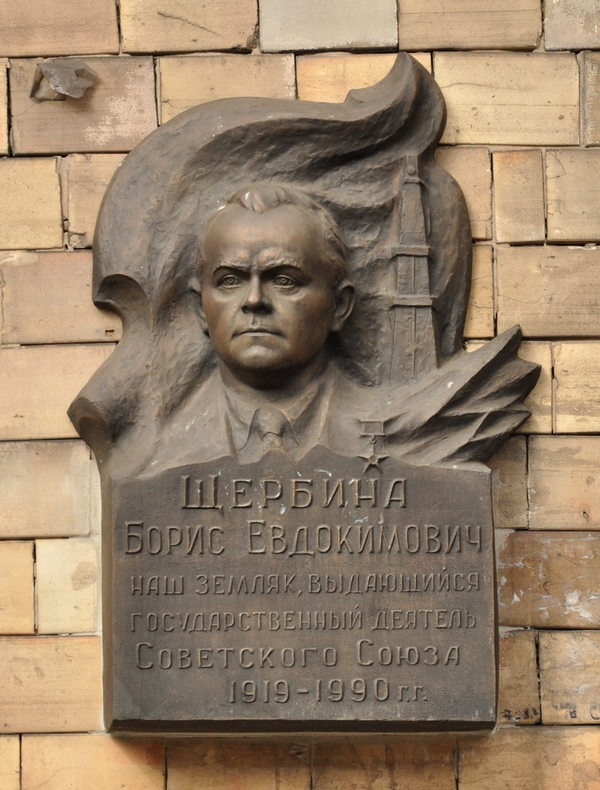
Commemorative plaque in Debaltseve, Ukraine